# Prieuré de Lièpvre
 (avril 2024).
La mise en forme du texte ne suit pas les recommandations de Wikipédia : il faut le « wikifier ».
Les points d'amélioration suivants sont les cas les plus fréquents. Le détail des points à revoir est peut-être précisé sur la page de discussion.
- Les titres sont pré-formatés par le logiciel. Ils ne sont ni en capitales, ni en gras.
- Le texte ne doit pas être écrit en capitales (les noms de famille non plus), ni en gras, ni en italique, ni en « petit »…
- Le gras n'est utilisé que pour surligner le titre de l'article dans l'introduction, une seule fois.
- L'italique est rarement utilisé : mots en langue étrangère, titres d'œuvres, noms de bateaux, etc.
- Les citations ne sont pas en italique mais en corps de texte normal. Elles sont entourées par des guillemets français : « et ».
- Les listes à puces sont à éviter, des paragraphes rédigés étant largement préférés. Les tableaux sont à réserver à la présentation de données structurées (résultats, etc.).
- Les appels de note de bas de page (petits chiffres en exposant, introduits par l'outil «  Source ») sont à placer entre la fin de phrase et le point final[comme ça].
- Les liens internes (vers d'autres articles de Wikipédia) sont à choisir avec parcimonie. Créez des liens vers des articles approfondissant le sujet. Les termes génériques sans rapport avec le sujet sont à éviter, ainsi que les répétitions de liens vers un même terme.
- Les liens externes sont à placer uniquement dans une section « Liens externes », à la fin de l'article. Ces liens sont à choisir avec parcimonie suivant les règles définies. Si un lien sert de source à l'article, son insertion dans le texte est à faire par les notes de bas de page.
- La présentation des références doit suivre les conventions bibliographiques. Il est recommandé d'utiliser les modèles {{Ouvrage}}, {{Chapitre}}, {{Article}}, {{Lien web}} et/ou {{Bibliographie}}. Le mode d'édition visuel peut mettre en forme automatiquement les références.
- Insérer une infobox (cadre d'informations à droite) n'est pas obligatoire pour parachever la mise en page.

Pour une aide détaillée, merci de consulter Aide:Wikification.
Si vous pensez que ces points ont été résolus, vous pouvez retirer ce bandeau et améliorer la mise en forme d'un autre article.
Le prieuré de Lièpvre est à l'origine de la fondation de Lièpvre, commune française, située dans le département du Haut-Rhin et la région Alsace.

## Histoire du prieuré de Lièpvre

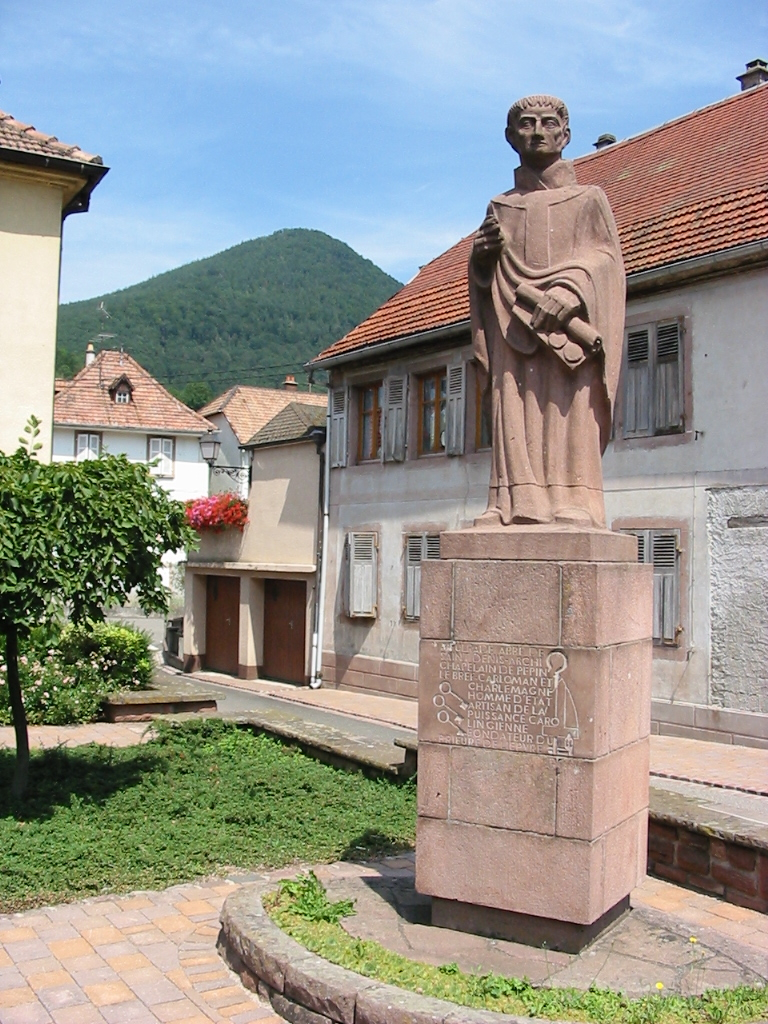
Statue de saint Fulrad à Lièpvre érigée le 28 juillet 1963 (œuvre du sculpteur F. Schické).

### Région d'abord occupée par un ermite
Un moine portant le nom de Bobolinus s'était fixé près de Lièpvre où il avait édifié un ermitage dénommé Bobolinocella. Certains chroniqueurs pensent qu'il pourrait s'agir de Andaldovillaré mentionné dans les chartes de Charlemagne et qui serait le hameau de Bois l'Abbesse (qui faisait partie avant 1789 de La Vancelle, Bas-Rhin et qui a été rattaché ensuite à la commune de Lièpvre), d'autres plus nombreux penchent plutôt pour Saint-Hippolyte. Cet ermitage du nom de Bobolinocella est mentionné dans le diplôme de Charlemagne en 774. Un moine portant le nom de Bobolinus aurait existé comme abbé en Italie, il deviendra le 37e évêque de Vienne. Un autre moine portant le nom de Bobolinus aurait été signalé comme moine de l'abbaye de Stavelot en Belgique. Cette abbaye bénédictine a été fondée en 648 par saint Remacle pour évangéliser la région de Stavelot-Malmedy près de Liège. Victor Kuentzmann, un instituteur et historien de Lièpvre, pense que Bobolino serait venu dans cette région à la suite d'une rencontre qu'il aurait faite avec Saint-Déodat près de la source et qu'il lui aurait recommandé de fonder un ermitage. Ce Bobolino aurait enregistré une déposition d'un certain Genechselo daté d'Esherico la seizième année du règne de Sigebert III, roi d'Austrasie (début 648 fin 650). Cet acte dont l'original a disparu se trouvait autrefois dans les archives de l'abbaye de Saint-Denis. Ce Genchieselo avoue avoir pris part à une rixe survenue dans sa demeure ayant entraîné mort d'homme,.
Le nom d'Escherico est proche et très similaire à celui du hameau d'Echéry à Sainte-Marie-aux-Mines qui appartenait au duché d'Alsace, peut-être d'abord au duc Etichon-Adalric d'Alsace, le père de Sainte Odile, patronne de l'Alsace. Plus tard ces terres passèrent aux mains de Luitfrid II[réf. nécessaire] d'Alsace dont les deux fils, Leuthard et Hugues III accordèrent ces terres à la fille de cette dernière, Ermengarde (804-851) qui construisit à cet endroit un petit sanctuaire. Ermengarde deviendra en l'an 821 la femme de Lothaire Ier (795-855). Par la suite les terres d'Echéry deviendront la propriété des moines de Gorze (Moselle). Un moine de Gorze nommé Blidulphe s'installera vers le Xe siècle avec quelques autres moines dans cet endroit pour créer le monastère d'Echéry. Grâce aux mines d'argent qu'ils avaient découvertes ils purent développer le prieuré qui devint bientôt célèbre dans toute la région et en Lorraine.

### Création du village de Lièpvre
Lièpvre (Leberau en allemand, Lebera ou Lebraha en latin, Lebre en français au Moyen Âge - en allemand la vallée de Lièpvre prend le nom de Leberthal ou Leberachtal et en latin celui de Lepora Leporeacensis vallis) est un gros bourg situé sur le ruisseau qui porte le nom de Lièpvrette. Le village est fondé par le futur abbé de Saint-Denis, Fulrad, dont les parents avaient d'immenses biens en Alsace. Ces biens avaient été confisqués aux Etichonides par Pépin le Bref qui les avaient redistribués à quelques propriétaires fonciers dont les parents de Fulrad. Riculfe, le père de Fulrad, possédait en effet des terres à Saint-Hippolyte mais également dans d'autres endroits de l'Alsace. Le Val de Lièpvre était alors un endroit où s'opérait des contacts étroits entre populations de chaque côté du Rhin. C'est sans doute la raison pour laquelle Fulrad songera à créer un monastère afin de prendre pied de l'autre côté de la frontière pour servir la cause carolingienne[réf. nécessaire]. Ses parents, Riculfe et Emengarden n'étaient pas Alsaciens, mais étaient apparentés aux Pépinides. Ils appartenaient à la même cour que Pépin le Bref, Carloman Ier (768-771). La patrie d'origine de Fulrad n'est donc pas l'Alsace mais la Mosellane qui est le berceau des Pépinides. En 770, Fulrad entreprend la construction d'un prieuré à Fulradocella, le nom primitif de Lièpvre. Il prit ensuite le nom de Leberaha, d'où vient le nom de Leberau, formé du nom de la rivière qui coule dans le village : Leber auquel a été joint le diminutif Au qui signifie prairie ou campagne.
Les moines commencent alors à prendre pied dans la vallée et commencent à défricher les terres. La première chose importante que fit Fulrad pour désenclaver la vallée fut la création d'une route conduisant d'Alsace en Lorraine et traversant toute la vallée. Il reçut l'autorisation de Pépin le Bref en 750 pour mener les travaux. On fit venir des serfs de la région de Saint-Dié (Saint Déodat) du Val de Galilée qui se mirent immédiatement à défricher les forêts et à faire les travaux nécessaires. Cette route aboutissait par Lièpvre pour rejoindre la plaine d'Alsace.
La route n'était pas celle que nous connaissons aujourd'hui, car Sainte-Marie-aux-Mines ne comptait guère à l'époque. Elle passait par le Petit Rombach rattaché aujourd'hui à Sainte-Croix-aux-Mines pour aboutir de l'autre côté des Vosges à Lusse. Ce n'est finalement qu'à partir du XVIIIe siècle, vers 1761 que fut construite une autre route passant cette fois ci par le col de Sainte-Marie-aux-Mines.

### Fondation

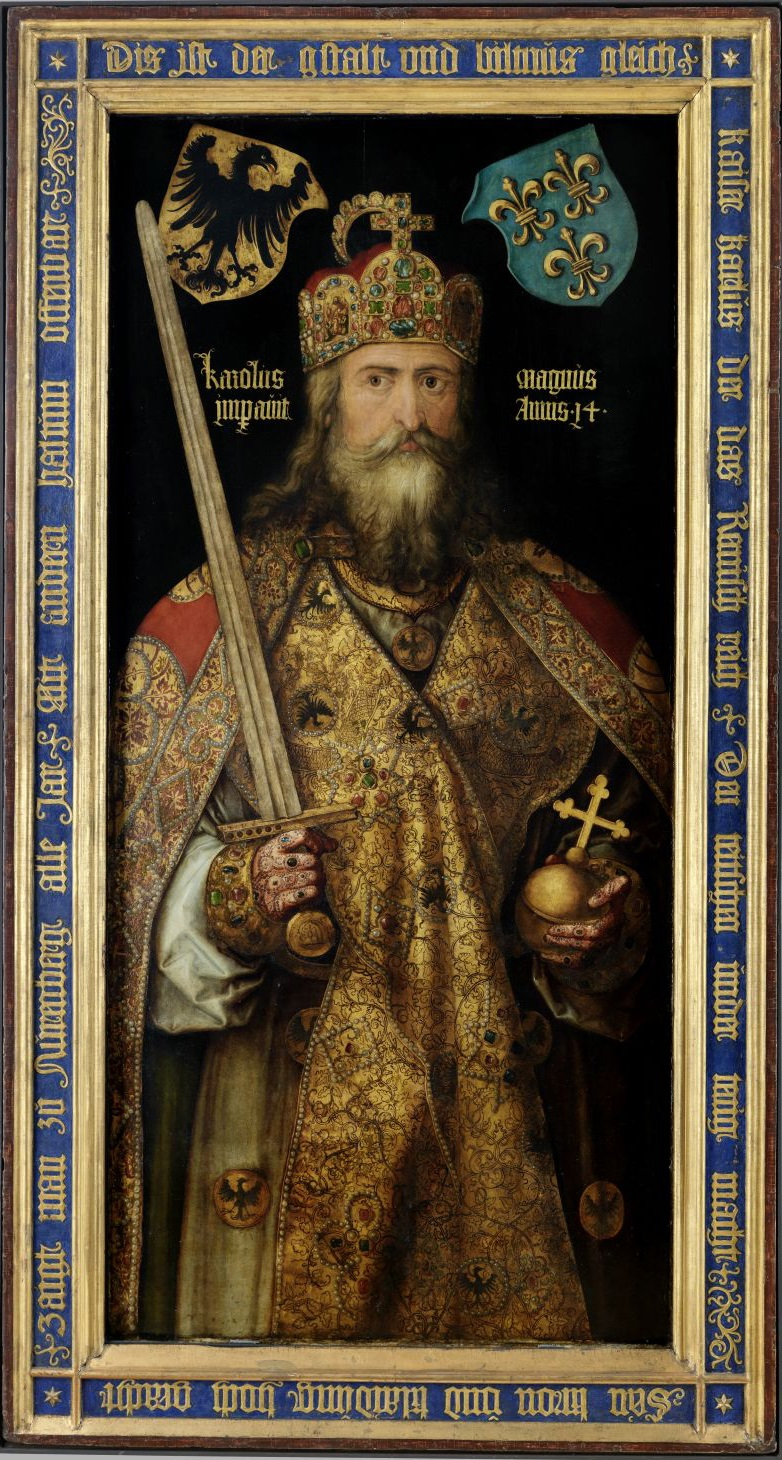
Portrait de Charlemagne peint par Albrecht Dürer.

En l'an 770, Fulrad commença la construction d'un prieuré à Fulradocella (futur Lièpvre). C'est autour de ce prieuré dont les travaux  durèrent 8 années que va se développer le village de Lièpvre. Dès la première année de son règne, le 13 janvier 769, Charlemagne lui avait fait don du monastère de Saint-Dié. Cet établissement placé à une trentaine de kilomètres de Lièpvre doit sa naissance à la concession d'un territoire du fisc royal par le roi Childéric II à l'époque du maire Wulfoald.
Le 14 septembre 774, Charlemagne concèda d'autres propriétés à Fulrad, situées dans le domaine royal des environs de Kintzheim avec droit de pâturage. Afin d'assurer l'entretien du monastère de Lièpvre, Charlemagne accorda en outre vers 781 une vaste étendue de forêts détachée du domaine royal de Kintzheim et accorda à l'abbaye de Saint-Denis toutes les dîmes des terres voisines de Lièpvre. Il prit ensuite le nom de monastère de Saint-Alexandre et de Saint-Cucufa dont son fondateur l'enrichit. Les reliques de saint Alexandre furent dans un premier temps ramenées à Paris, puis transférées à Lièpvre. Les reliques de Cucufa ont sans doute été rapportées d'Espagne et non de Rome entre 777 et 778 au temps où Soulaiman Ibn-Al Arabi gouvernait la région de Barcelone. Ce même Soulaiman avait fait sa soumission à Pépin le Bref vers 753-756 et les ossements ont dû être ramenés en Gaule par les Espagnols fuyant les Musulmans et donnés à Fulrad qui les a déposés à Lièpvre. L'ancienne église paroissiale lui était dédiée et son culte s'est prolongé jusqu'au XVe siècle. En l'an 835, les reliques de saint Alexandre et de saint Cucufa furent transférées à l'abbaye de Saint-Denis. On ne sait pas exactement dans quelles circonstances les translations des reliques de Cucufa et d'Alexandre ont été transférées à Saint-Denis, très certainement sous l'abattiat de Hilduin de Saint-Denis.

### Biens du prieuré de Lièpvre

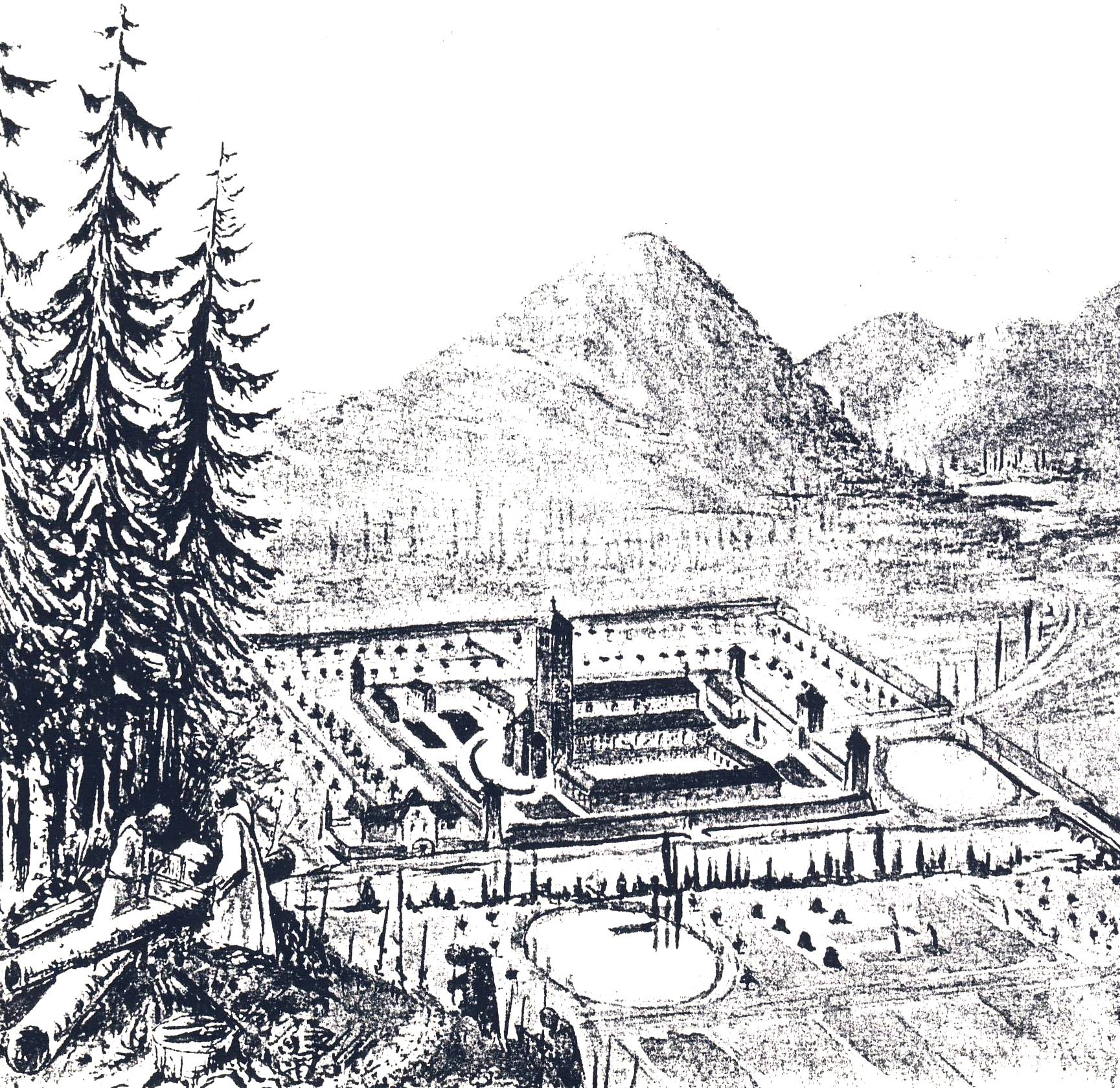
Dessin établi à la demande de Michel Bichler, intendant des mines représentant la maison d'Autriche et surintendant de la partie lorraine du Val de Lièpvre. Croquis du prieuré de Lièpvre tel qu'il existait encore en 1549 - Fonds Grandidier entreposé à la Bayerisches Staatsarchiv de Karlsruhe.

Dans son testament rédigé en 777 à Héristal, Fulrad souhaitait qu'après sa mort tous les biens qu'il avait acquis, achetés ou reçus soient destinés à l'abbaye de Saint-Denis dont il était abbé depuis 750. Dans ce testament qui a été longuement analysé par M. Tangl et Fleckenstein, il énumère toutes les possessions qui devaient passer sous le contrôle de Saint-Denis. Cette précaution est dictée par le principal souci que ses biens ne soient pas dispersés par des rivalités quelconques après sa mort dont il pressentait les conséquences. Il prit soin de faire avaliser son testament par les plus hauts personnages de son époque. Il y a notamment les biens qu'un certain Widon lui avait donnés, situés en partie dans le Mortenau, puis en Alsace, notamment à Guémar, Saint-Hippolyte, Andolsheim, Sundhoven (Sundhouse ?), Grussenheim et Ribeauvillé. Cette donation avait été avalisée en 768 par Pépin le Bref, dans une charte par laquelle il redonnait à Fulrad les biens que cet abbé lui avait cédés alors qu'il se sentait en danger de mort. Ces biens permettent de se faire une idée de la limite et de la description du domaine royal aliéné en faveur du monastère de Lièpvre qui comprenait ainsi trois villages du Val de Lièpvre, (Lièpvre, Rombach-le-Franc, Sainte-Croix-aux-Mines). D'autres historiens[Lesquels ?] ont ajouté que la montagne du Chalmont ne serait autre que le Nannenstol mentionné dans le diplôme de Charlemagne en 774 qui en patois welche est appelé Chânemont. Un doute subsiste cependant quant à l'origine de ce nom. Le Stophanberg (Le Haut Koenigsbourg) mais aussi semble-t-il le Taennchel faisaient partie des biens du prieuré de Lièpvre puisque les moines du prieuré emmenaient leurs porcs jusqu'au sommet de cette montagne pour qu'ils puissent manger les glands des chênes qui jonchaient le sol. Fulrad a reçu de sa sœur Waldrade la villa d'Ansulsishaim qu'il rattacha à Saint-Alexandre à Lièpvre.
Dans ce testament sont aussi mentionnés les biens accordés par Charlemagne en 774 qui déclarait vouloir donner d'autres biens au couvent de Fulradovilla (Lièpvre) dont plusieurs autres bois boisés situés en Alsace, faisant partie de la marche fiscale de Kintzheim. Ces forêts étaient situées à Garmaringa (Guémar), Odeldinga (près d'Orschwiller) et Ridmarca. Il autorisa en outre les moines de Lièpvre à faire paître les troupeaux dans toute l'étendue de la marche de Kintzheim, même en dehors des limites indiquées. Ces propriétés détachées du domaine royal, telles que celles qui faisaient partie des seigneuries de Widon et Riculfe, ne sont pas mentionnées dans cette charte signée en 774, mais sont indiquées dans le testament de Fulrad.
Les biens du couvent de Lièpvre s'étendaient aussi du ruisseau de Frarupt jusqu'à celui du Molembach et aboutissaient à la Fersta et au Bogenstrein (Ramstein). Dans les autres forêts les droits d'usage et de pâturage s'exerçaient en commun entre les communes voisines et le prieuré de Lièpvre, ce qui occasionnait souvent des litiges, notamment avec les habitants de Rombach-le-Franc.
Fulrad mentionne également dans son testament les biens reçus d'un certain Chrodradus le 17 juillet 767. Il disposait de plusieurs biens en Alémanie dans le pago Brisagavinsi (le Brisgau) dont Rummingen, Tamingen, Kütthenhen, Haltinge, Emeldingen, Birizen et Oetlingen. Chrodradus, comte d'Alsace du 27/09/749 au 15/11/769 est décédé le 31 août en l'année 790.
Un autre personnage important, Ruthard qui était considéré comme un aristocrate, a vendu également à l'abbé Fulrad des biens. Ce personnage est mentionné dans trois diplômes de Pépin le Bref: en 752, 753 et 759.
L'église de Widensolen, arrondissement de Colmar, ne figure pas dans le testament de Fulrad rédigé en 777 mais dans une copie qu'il fit exécuter un peu plus tard.

### Objet de convoitise

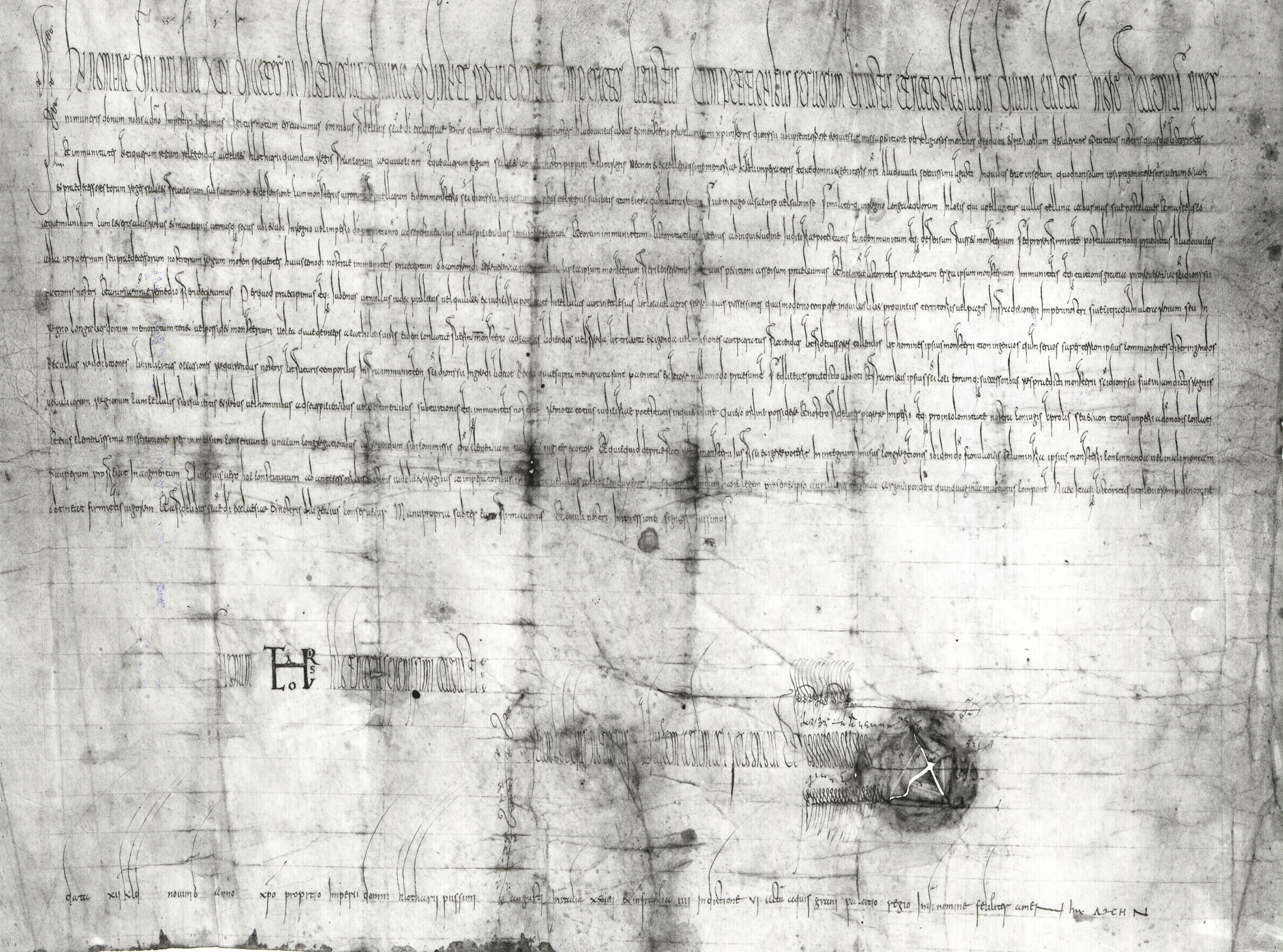
21 octobre 843 - Lothaire Ier confirme les dispositions prises par ses prédécesseurs des biens situés à Lièpvre et à Salonnes en faveur de l'abbaye de Saint-Denis - Archives nationales, K10, no 5/1.

Tant que vécurent Fulrad, Charlemagne et Louis le Pieux, c'est-à-dire jusqu'à la mort de ce dernier en 840, les moines de Lièpvre n'eurent rien à craindre. Aucun seigneur ne se serait permis de mettre en doute les droits et les biens du prieuré. Cependant à partir de 843, l'empereur Lothaire Ier cède à un certain Erchangar, comte de Nordgau ou de la Basse Alsace, l'ancienne marche fiscale de Quuningishaim (Kintzheim) qui avait été donnée en 774 à Fulrad par Charlemagne. Il espérait aussi s'approprier la forêt qui en dépendait et qui faisait partie des bien du prieuré de Lièpvre.

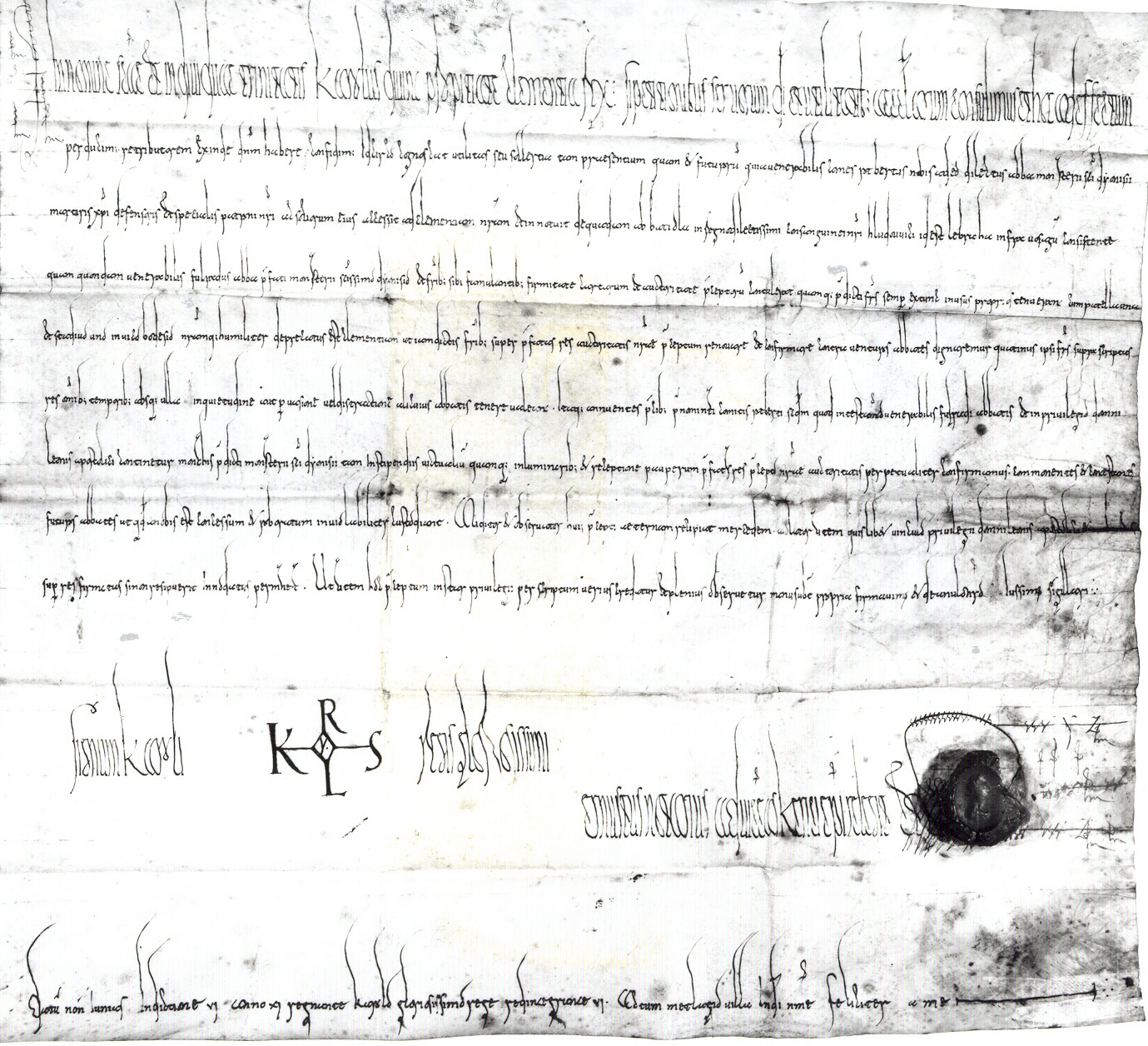
Diplôme de Charles le Simple daté du 5 juin 903 confirmant à Saint-Denis ses biens situés dans l'empire - Archives nationales, K17 no 4.

La donation du domaine de Lièpvre est confirmée bien plus tard par Lothaire Ier dans un diplôme envoyé de Verdun le 4 août 854 qui précise que seule l'abbaye de Saint-Denis est propriétaire de tous ces biens et qu'ils ne peuvent en aucun cas être aliénés à quelqu'un d'autre. Durant l'entrevue entre les trois frères, Lothaire, Louis et Charles pour resserrer les liens de leurs alliances en 843, l'abbé Louis, fils du comte Roricon et de Rotrude, fille de Charlemagne qui obtint l'abbaye de Saint-Denis en 841, essaye de détacher les biens des prieurés de Lièpvre et de Saint Hippolyte pour les accorder en fief, ou comme on disait alors en bénéfice précaire, à un seigneur du nom de Conrad Ier, comte d'Argovie, frère de l'impératrice Judith et d'Emma, épouse de Louis II de Bavière et membre de l'influente famille des Welfs qui avait épousé Gisèle, fille de l'empereur Louis le Débonnaire. Les moines de Saint-Denis, plus conscients que leur abbé, s'opposèrent farouchement à cette confiscation et portèrent l'affaire devant l'assemblée des évêques réunie à la demande du roi de France à Verberie, près de Compiègne en 853, en leur produisant le testament original de Fulrad et la bulle du pape Étienne II qui accordait tous les monastères que cet abbé pouvait fonder dans l'étendue de son royaume. Le concile de Verberie composée de quatre archevêques et de dix-sept évêques trancha en faveur des moines et prononça que le prieuré de Lièpvre ne pourrait jamais être aliéné ni démembré sous quelque prétexte que ce soit de l'abbaye de Saint-Denis. Une lettre synodale datée du 27 août 853 fut adressée personnellement à Conrad pour l'avertir des conséquences qu'il aurait à subir en cas de passage en force.

### Moyen Âge

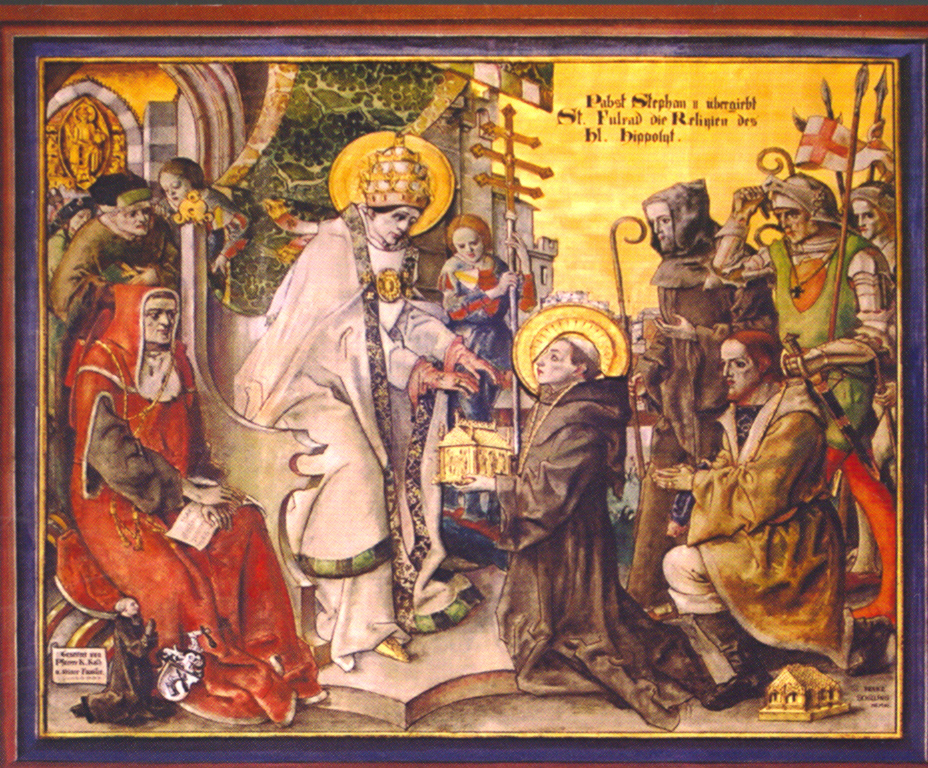
Fulrad recevant en grand apparat du pape Étienne II, les reliques de saint Hippolyte. Fresque se trouvant dans le chœur, côté de l'épître de l'église de Saint-Hippolyte - Fresque peint par le peintre badois, Franz Schilling en 1911.

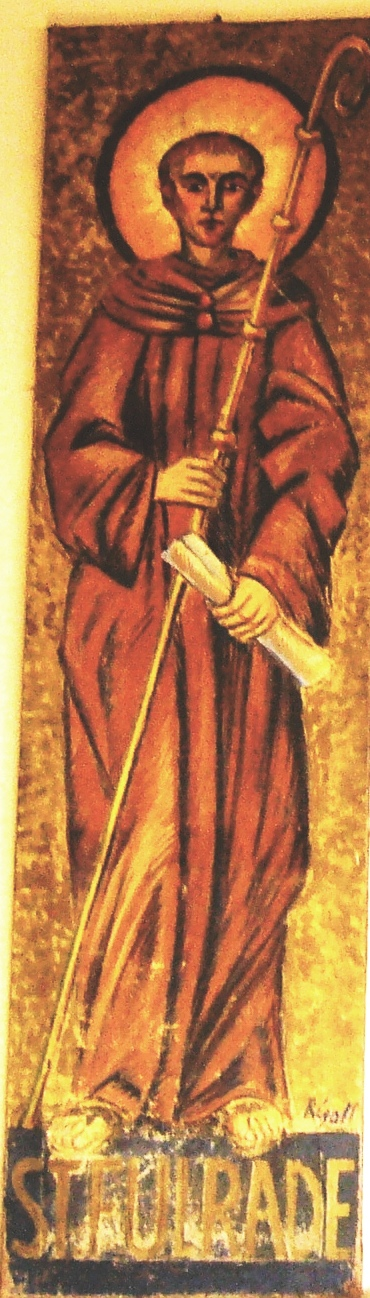
Portrait de l'abbé Fulrad peint par Robert Gall au début du XXe siècle et exposé dans la cave viticole Huber & Bleger à Saint-Hippolyte.

Le 4 août 854 Lothaire confirma à nouveau que les biens du prieuré de Lièpvre font bien partie de l'abbaye de Saint-Denis. Une dizaine d'années plus tard ce privilège est renouvelé par son fils Lothaire II. En 856, Charles le Chauve confirme les dispositions de l'abbé Louis, relatives à l'emploi des revenus de Lièpvre en faveur de Saint-Denis. Le pape Nicolas Ier (858-867) confirma ladite charte le 18 avril 862. Lothaire II, roi de Lorraine qui vint en Alsace à Epfig renouvela le 12 juin 866 le diplôme que l'empereur Lothaire Ier avait donné douze ans auparavant en faveur du monastère de Lièpvre.
Dans le traité de Worms conclu vers 876 entre les trois frères Charles le Chauve, Louis le Germanique et Lothaire Ier, il est décidé que les biens du prieuré de Lièpvre devaient demeurer entre les mains de l'abbaye de Saint-Denis. Charles le Chauve envoya le diplôme au pape Léon IV afin de sceller cette alliance et d'obtenir son approbation. Il est en même temps décidé que l'église de Saint-Hippolyte et autres seigneuries, revenus et possessions demeureraient affectés au prieuré conventuel Saint-Alexandre de Lebraha (Lièpvre). Le 5 juin 903, le comte de Paris Robert, aïeul de Hugues Capet, obtint de Charles le Simple des lettres pour assurer les moines de Lièpvre contre toutes les tentatives d'usurpation des abbés de Saint-Denis.
En 903, les biens de l’abbaye de Lièpvre, passèrent sous la domination de Louis IV roi de Germanie. Avec la chute de Charles de Simple détrôné par Robert en 922, Henri Ier de Germanie dit l'Oiseleur imposa son contrôle à toute la Lotharingie (923-923).
Le 15 octobre 980, Lièpvre retourna à l'abbaye de Saint-Denis. Otton II fait savoir à l'abbé Robert que le prieuré de Lièpvre faisait partie de l'abbaye de Saint-Denis. Il lui laissa le soin de nommer l'avoué de ce monastère. Toutes ces pièces confirment que le monastère de Lièpvre, ainsi que la vallée tout entière faisaient alors partie de l'Alsace. Mais ils passèrent bientôt du côté du Duché de Lorraine lorsque les ducs obtinrent l'advocatie du monastère de Lièpvre.
Le pape Nicolas II rappela lui aussi que le couvent de Lièpvre fait partie des biens de Saint-Denis dans une bulle du 18 avril 1061. Le pape anglais Adrien IV va dans le même sens en rappelant que les biens du prieuré alsacien doivent rester dans le patrimoine de Saint-Denis. Cette bulle fut signée le 18 décembre 1156 et comptait au nombre des possessions de Saint-Denis les monastères de Lièpvre et de Saint-Hippolyte. Le pape Alexandre IV, dans une bulle datée du 11 octobre 1259 faisait savoir que l'abbaye de Saint-Denis jouissait de toute la juridiction temporelle dans le village de Lièpvre.
En 1342, 1348 et 1354, Lièpvre est confirmé dans les droits de l'abbaye de Saint-Denis par le pape Clément VI. L'empereur Charles IV donne le 27 avril 1348 des ordres pour mettre l'abbaye de Saint-Denis à l'abri des usurpations que convoitaient plusieurs seigneurs, tant ecclésiastiques que laïcs. Le même prince de passage à Sélestat le 12 mai 1354 renouvela tous les privilèges au prieur de Lièpvre accordés par tous les rois, ses prédécesseurs et ceux qu'avaient accordés les empereurs Charlemagne, Charles le Chauve et Henri III. Le pape Alexandre IV accorda également son soutien aux moines de Lièpvre en 1388. En 1396, Charles II, duc de Lorraine se déclara protecteur du monastère de Lièpvre.

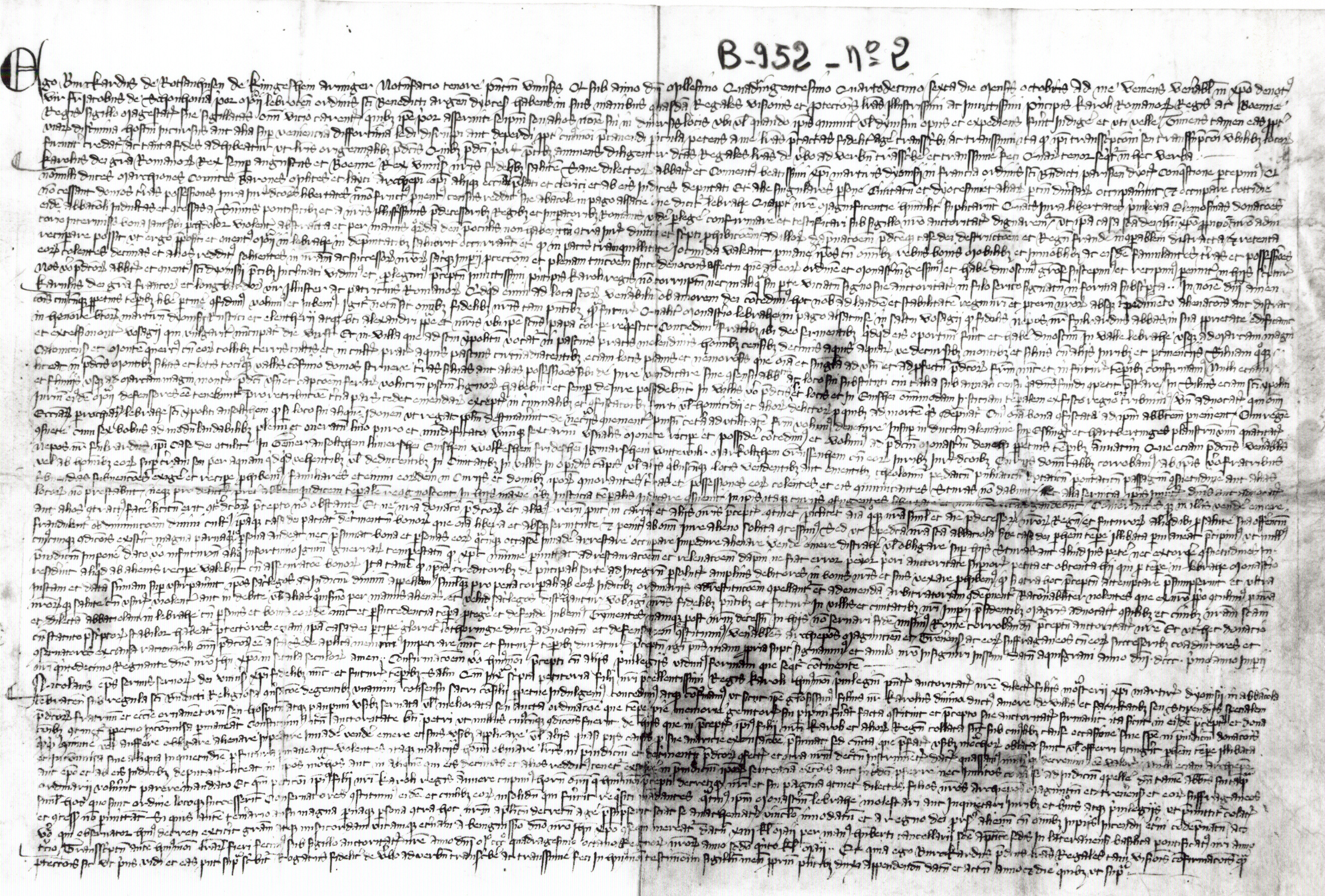
Vidimus de Burchard de Rathsamhausen de Kunigesheim (Kintzheim) de l'année 1444 en faveur du prieuré de Lièpvre confirmant le diplôme de Charlemagne de 801, de l'empereur Charles IV(1348) et de la bulle du Pape Nicolas Ier. Copie .partielle originale sur parchemin - AMM B-952, no 2

À la suite de changements de souveraineté, fréquents dans l'histoire de l'Alsace, les moines de Lièpvre ont souvent été spoliés d'une partie de leurs biens, ne pouvant pas se défendre par eux-mêmes. C'est pourquoi ils firent appel à des protecteurs plus généralement appelés voués. À partir de 1232, les nobles d'Echéry jouent un rôle important en se portant garants de l'intégrité territoriale des biens des moines de Lièpvre. Cette famille noble s'était enrichie grâce à l'exploitation des mines. Mais un événement tragique interrompit leur prospérité en 1284 : le plus riche d'entre eux est « traîtreusement » mis à mort par ses propres cousins et le Landvogt d'Alsace leur enleva le château. Les successeurs des Echery furent les ducs de Lorraine. En 1377, les Hattstatt furent chargés par le prieur de Lièpvre de défendre la vallée. Les choses n'étaient peut-être pas aussi simples qu'il y paraît, puisque les moines de Saint-Denis demandèrent au roi de France, Charles VI, d'intervenir auprès du duc de Lorraine pour que celui-ci restitue les biens, la justice, juridiction et seigneurie du Val de Lièpvre avec plusieurs autres droitures et appartenances qui avaient été données par les rois de France à Saint-Denis. Au commencement du XVe siècle, l'abbaye de Saint-Denis a entièrement perdu le Val de Lièpvre et malgré les interventions de Charles VI, elle n'a jamais récupéré ses biens perdus.
Les Hattstatt doivent jurer fidélité et défendre les droits et privilèges du prieuré, puis en 1384, il reçoit la moitié de la prévôté du Val de Lièpvre. Il avait juré sur les reliques des saints de protéger le prieuré et d'y maintenir les intérêts des moines. Les Hattstatt gardèrent le Val de Lièpvre jusqu'à leur extinction en 1585.

### Prise progressive des biens du prieuré de Lièpvre par les ducs de Lorraine

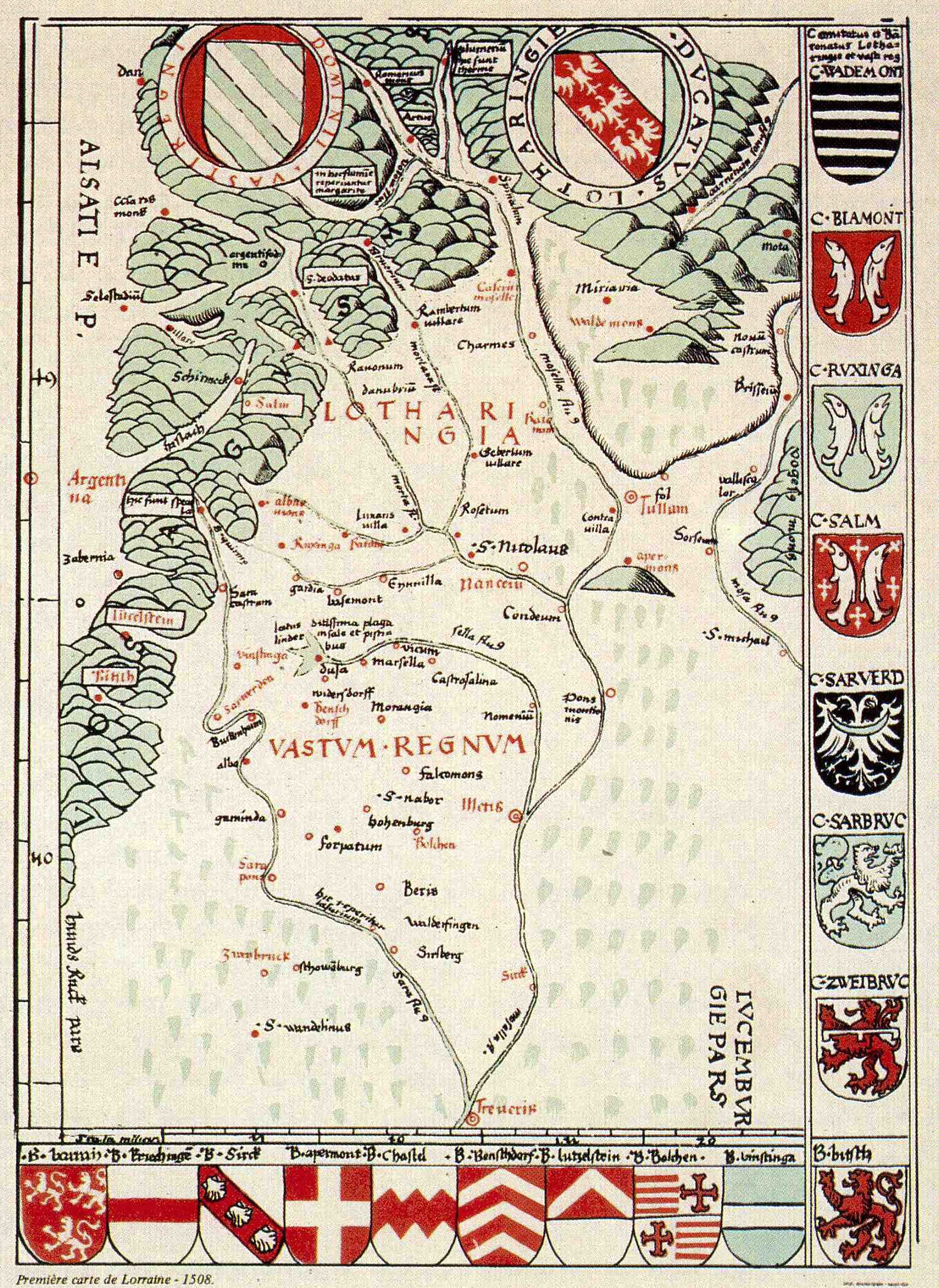
Première carte connue de la Lorraine.

Un diplôme daté du VIIIe siècle, pendant le règne de Charlemagne, prescrivait au duc de Lorraine, avoué de Saint-Denis pour tous les domaines appartenant aux monastères fondés par Fulrad en Alsace, de les protéger contre toutes invasions et empiétements de territoire. Le duc de Lorraine devait intervenir militairement dans tous les cas d'usurpation qui pouvaient menacer les intérêts des moines. C'est sans doute à la suite de ce diplôme que les ducs de Lorraine prirent prétexte pour s'ingérer de plus en plus dans les affaires du Val de Lièpvre au détriment du prieuré de Lièpvre. Au début cette ingérence se fit de façon courtoise et sans brutalité. Les ducs de Lorraine eurent sans doute connaissance dès l'année 963 des riches mines d'argent, de cuivre, de fer et de plomb exploitées dans le Val de Lièpvre par les moines d'Echéry. Du temps de Gérard, évêque de Toul, il etait question déjà de la dîme que devaient verser les mines du Val de Lièpvre. Gérard d'Alsace, duc de Lorraine de 1049 à 1070 qui fut investi en 1048 par l'empereur Henri III, s'empara en 1052 des dîmes et marchés, ainsi que de tous les droits du Val de Lièpvre dont Saint-Blaise, aujourd'hui une annexe de Sainte-Marie-aux-Mines. Dans cette manœuvre il est semble-t-il soutenu par Brunon, ancien évêque de Toul élu pape sous le nom de Léon IX, qui en Lorraine avait obtenu sa libération. La noblesse lorraine qui ne l'avait pas adopté, chercha à lui créer des ennuis. L'empereur Henri III le soutint et lui fournit des troupes qui lui permirent de vaincre ses adversaires. L'abbaye de Saint-Denis à son tour entra en conflit avec le duc de Lorraine qui se montra déterminé à défendre le prieuré de Lièpvre. C'est après 1065 que fut sans doute composé le faux diplôme de Charlemagne qui confirmait l'ensemble des biens de Saint-Denis situés dans l'Empire, mais ce fut en vain. En 1078, le fils et successeur de Gérard, le duc Thierry, rendit les biens usurpés à Yves, abbé de Saint-Denis et Manassès, prieur de Lièpvre. Cette charte expédiée de Saint-Dié est contresignée par Pibon, évêque de Toul, Thierry, évêque de Verdun, Remballd, prévôt de Saint-Dié, et trois comtes et plusieurs seigneurs.

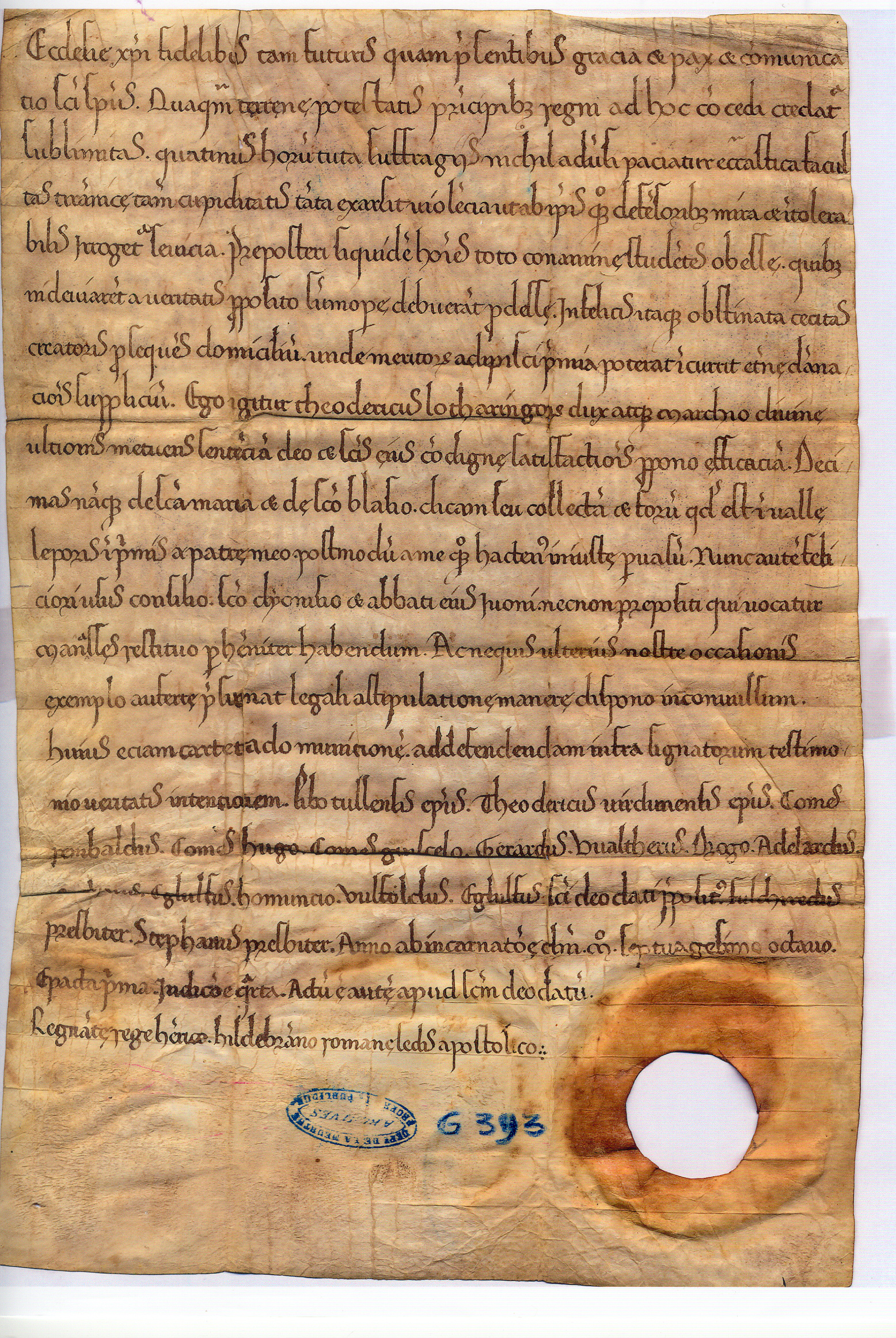
Restitution des dîmes et marchés par Thierry II, duc de Lorraine, en 1078 en faveur du prieuré de Lièpvre - Archives de Meurthe-et-Moselle G393/1.

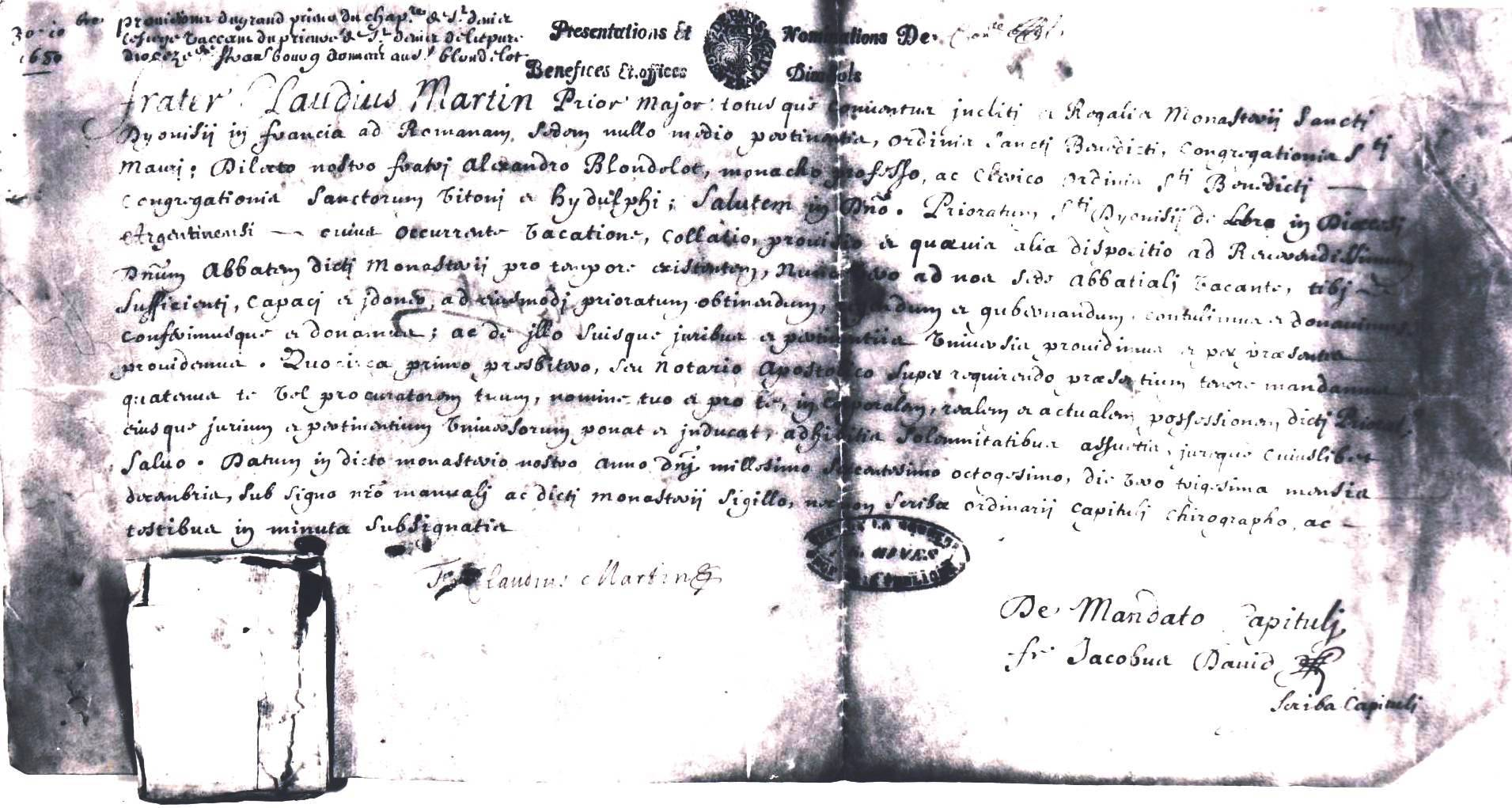
Claude Martin, prieur de Saint-Denis nomme Alexandre Blondelot, profès de l'abbaye de Senones, administrateur du prieuré de Lièpvre vers 1650 - Archives de Meurthe-et-Moselle G 394.

Charles, duc de Lorraine, s'empara entièrement des biens et des domaines du prieuré de Lièpvre en 1400. Le 16 avril 1502, Lièpvre fut remis entre les mains du pape par l'évêque de Verdun. Le pape le réunit à la collégiale de Nancy. Les moines de Saint-Denis se plaignirent auprès du roi de France Charles VI, qui voulut faire restituer les biens en 1404. En 1405 Saint-Denis tenta une nouvelle approche en s'adressant directement au duc de Lorraine, mais en vain. Les religieux de Saint-Denis et Philippe de Villette, son abbé, réclamèrent l'autorité de Charles VI, roi de France, pour se les faire restituer. Le roi en écrivant plusieurs fois au duc pendant deux ans n'eut jamais de réponse. Le roi ordonna ensuite à son bailli de Vitry[Lequel ?] d'envoyer un ou deux de ses officiers avec les députés de l'abbaye afin d'obtenir la réponse du duc. La lettre est datée du 24 octobre 1404 depuis Paris. Les uns et les autres se rendirent à Nancy au jour fixé, mais n'y ayant toujours pas trouvé le duc, ils y retournèrent le 13 mars suivant. Mais le duc Charles resta ferme et ne céda en aucune manière au roi de France. La primatiale de Nancy entra en possession des revenus du prieuré de Lièpvre et de ceux de Saint-Hippolyte qui en dépendait. Au début du XVIe siècle c'est Warin de Dommartin, évêque de Verdun, qui le possédait en commende. Le prélat l'ayant remis entre les mains du pape, Alexandre VI le réunit à la sollicitation du duc de Lorraine, René II, à la collégiale Saint-Georges de Nancy le 16 avril 1502. L'église primatiale de cette ville, fondée en 1602, entra en possession des revenus de Lièpvre et de ceux de Saint-Hippolyte, en 1742 et ils furent réunis à celle de Saint-Georges, pour ne former qu'une seule et même dépendance. Le pape Pie VI par une bulle datée du 19 novembre 1777, confirmée par lettres patentes de Louis XVI du mois de janvier, érigea la primatiale de Notre-Dame de Nancy en un évêché suffringant de Trèves et en un chapitre cathédrale. C'est à ce titre que ce prieuré jouit d'une partie des dîmes de Lièpvre, de Saint-Hippolyte, de Sainte Marie-aux-Mines et de Sainte-Croix-aux-Mines ainsi que du droit de patronage des cures des quatre communes du Val de Lièpvre.

### Lente agonie du prieuré de Lièpvre

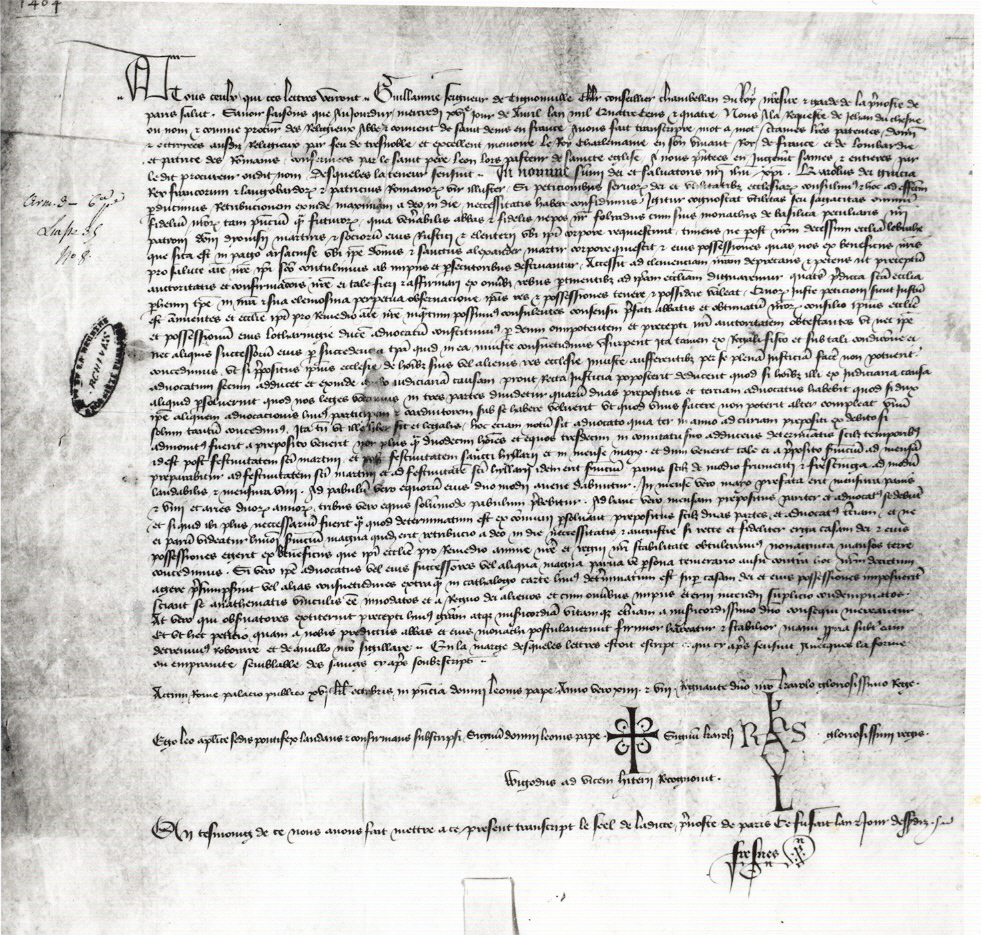
Advocatie du duc de Lorraine pour le prieuré de Lièpvre - Document daté de 1404 - AMM G.394.

L’église du couvent daterait de l’époque de Charlemagne : elle était grande et spacieuse. D’après le chroniqueur de Senones, le moine Richer (qui vécut au XIIIe siècle), l’empereur avait fait recouvrir le sol de marbres de différentes couleurs. Ce dallage de marbre a été enlevé en 1577 par Christophe de Bassompierre, grand maître des finances de Lorraine, qui transféra le tout dans son château d’Haroué. Aujourd’hui, il ne reste plus aucun vestige. Le prieuré de Lièpvre posséda longtemps des reliques qui attirèrent les fidèles.
On signale en 1229 que le prieuré de Lièpvre est obéré au point de succomber sous le poids de ses dettes. L’abbé de Saint-Denis, Eudes Clément, lui prêta 530 livres parisis à prendre sur le revenu que l’abbé en tirait chaque année.
Vers 1271 un arrêté de compte fait apparaître que le prieuré de Lièpvre avait déjà remboursé une bonne partie de son emprunt et ne devait plus à Saint-Denis que 100 livres payables dans les cinq ans.
Le prieur de Lièpvre fit un emprunt de 80 livres vers 1365 pour réparer l’église ravagée par les Anglais commandés par Arnaud de Cervole, dit l’Archiprêtre.
Au XIVe siècle le prieur de Lièpvre, Eudes de Franconville, fit exécuter un vitrail pour l’église prieurale. Cette œuvre n’existe plus, mais nous savons, grâce à deux schémas rudimentaires datés de 1596, qu’au registre inférieur, Charlemagne, occupant le panneau central, était représenté par Fulrad (panneau de gauche) et de Roland et Olivier (panneau de droite).
Une liste dressée le 16 mai 1509 énumère, avant les troubles de la  Réforme et les ravages des Rustauds, l’inventaire des biens situés dans le prieuré. La même année le prieuré fut visité par le suffragant de Toul, deux chanoines de Saint-Georges de Nancy et quelques ecclésiastiques, entre autres Vautrin Lud, chanoine de Saint-Dié. Ils y trouvèrent une châsse avec les ossements de Saint-Alexandre, un bras d’argent contenant un os du bras de ce saint : huit autres reliquaires en bois doré, cuivre doré et ivoire renfermant des reliques non déterminées En 1602 on ne signale plus qu’une châsse toute brisée qui contiendrait les reliques de saint Alexandre. Un inventaire fait en 1746 énumère les missels, calice, chasubles et autres ornements, mais ne parle plus de reliques.

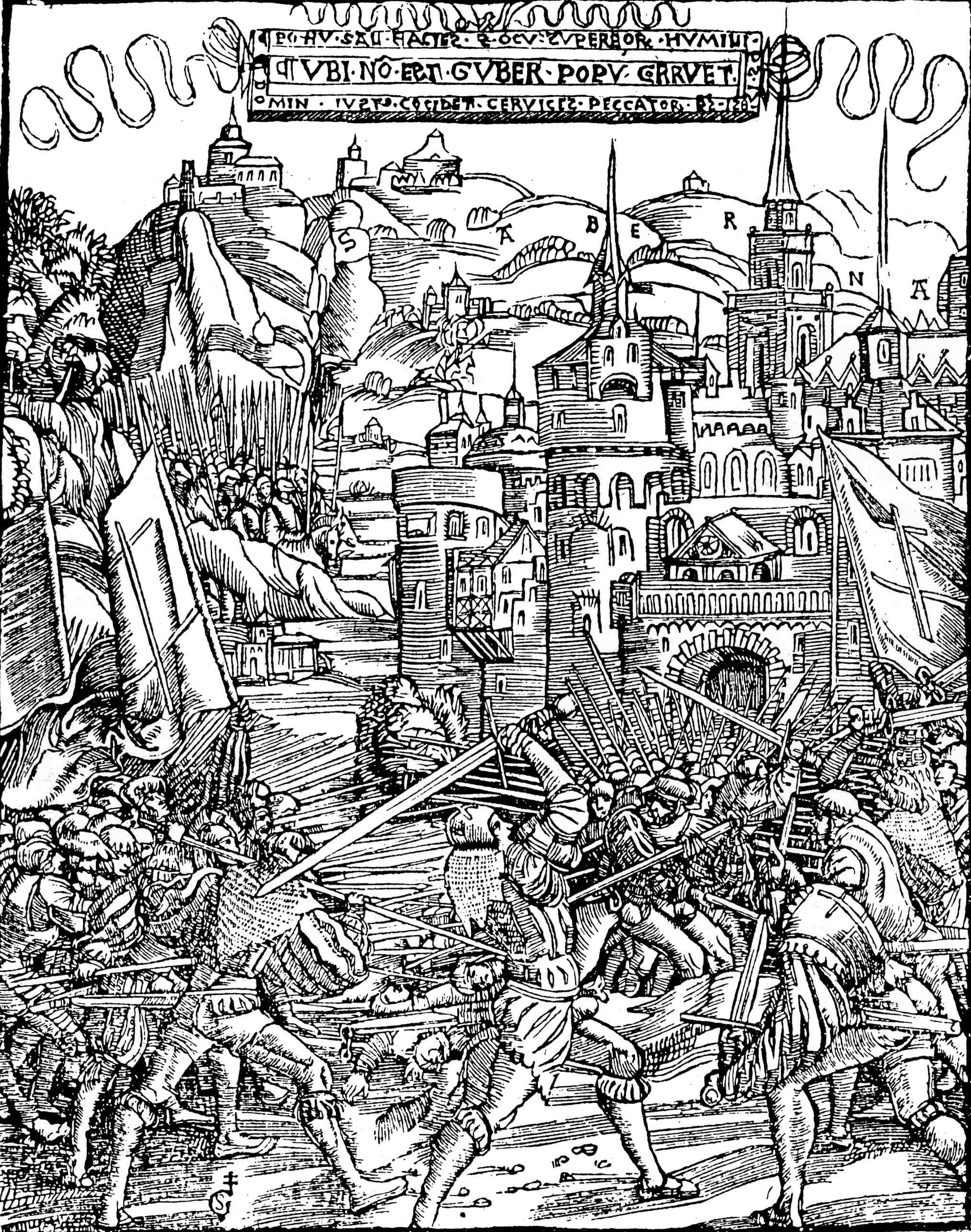
La bataille contre les Rustauds (gravure de Gabriel Salmon illustrant le livre de Nicolas Volcyre de Sérouville, 1526).

D’après un plan établi en 1549 par Bichler Michel, juge des mines, représentant pour la maison d’Autriche et surintendant de la partie lorraine de Sainte-Marie-aux-Mines, le sanctuaire seul subsistait encore (les bâtiments conventionnels avaient déjà disparu) ; c’était une basilique à trois nefs avec transept et trois absides et un clocher carré. Elle existait encore au XVIIe siècle. M. Bichler fit des relevés et un croquis de l’église du prieuré de Lièpvre. Il fournit des descriptions de l’église telle qu’elle existait à cette époque. La corniche du mur extérieur du chœur de l’ancien monastère était ornée de têtes de bœufs, de béliers, de mufles et de lions.
Le 2 août 1652, le maire de Lièpvre et quelques habitants s’alarmèrent du délabrement du prieuré de Lièpvre auprès de l’amodiateur et demandèrent qu’il fasse entreprendre des réparations. La toiture de l’église était en très mauvais état ainsi que les tours de la chapelle. Les deux collatéraux étaient entièrement brûlés par suiite de la guerre de Trente Ans. Ils demandaient à l’amodiateur d’avancer l’argent nécessaire pour effectuer des réparations. Ils réclamaient également des cordes pour faire sonner les cloches de l’église du prieuré et faire des aumônes comme jadis.
En 1666, la nef était détériorée, seul le chœur subsistait encore. Dans les anciennes vitres de l’église de Lièpvre on apercevait l’image de l’abbé Fulrad avec ces mots : do mea cuncta Deo hîc, et de l’autre côté le portrait de Charlemagne avec cette inscription : fiant haec jubeo. Dom Alliot de l’abbaye de Moyenmoutier qui visita en 1704 le prieuré de Lièpvre disait dans une lettre adressée à Dom Mabillon que l’église restait encore entière : « il reste des staux, et au fond du presbytère un vitrage à plusieurs panneaux sur l’un desquels on voit Charlemagne assis sur un trône avec un sceptre à la main ». Il ajoutait, qu’à ses pieds se tient un abbé (Fulrad) qui tient en main un rouleau avec cette légende : Do omnia bona mea Deo. La même année le père Benoît Picart visitant Lièpvre assure qu’il ne reste plus debout qu’une partie de l’église.
Avec les guerres du XVIIe siècle, le prieuré subit d'autres dégâts. Une autre visite du prieuré est organisée le 3 août 1717 par les chanoines de l’insigne église de Saint-Georges de Nancy en compagnie du curé de Lièpvre, François Louis Ferry.
Il ressort de cette visite que le pavé de la nef est en fort mauvais état et qu'il n'existe plus de pavés dans les collatéraux. Les vitres du chœur de l'église sont également délabrées. La toiture de l'église s'avère aussi en mauvais état, et pour colmater les brèches, on a mis des « essains ». Malgré ces précautions, il pleut toujours de tous les côtés. Ils conviennent d'un commun accord de faire les réparations. Ils constatent aussi que le mur de l'entrée de l'église, du côté du village, est fissuré et qu'il menace de s'effondrer à tout instant. Au cours de la visite, le curé de Lièpvre annonce également qu'il existe dans un petit coffre en bois fort ancien, les restes des reliques de Saint Alexandre.
Le prieuré est encore une fois incendié peu après, sans doute par accident, et le 18 juin 1738, le chapitre de Saint-Georges passa un traité pour la rétablir telle qu’il était avant, au prix de cinquante louis d’or. Malgré les réparations, l’église prieurale resta encore bien délabrée et chancelante.

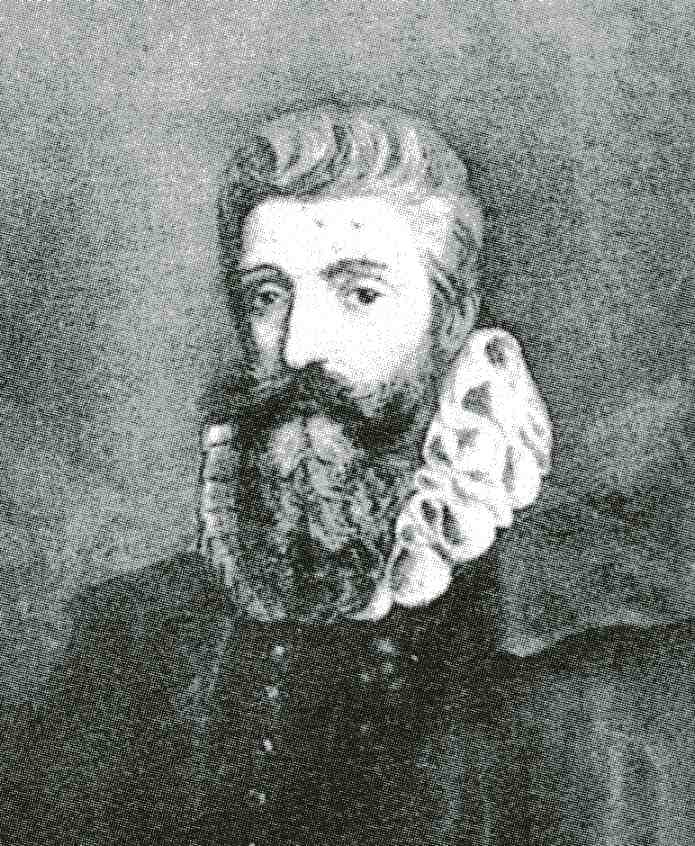
Vautrin Lud vu par Gaston Save (extrait).

On possède quelques détails sur les bâtiments et sur l’église du couvent de Lièpvre grâce à l’abbé Ingold qui a trouvé aux archives de Karlsruhe un ancien plan avec quelques précisions. Ce plan était une vue cavalière de l’église : c’était un édifice à transept avec abside flanquée de deux absidioles ; le chœur, très court, qui précédait l'abside, était surélevé de cinq marches. Sept piliers carrés de chaque bord séparaient la nef des bas-côtés, dont chacun était éclairé par cinq fenêtres. Tout ceci donne l’idée d’un vaisseau assez spacieux qui pouvait avoir 35 ou 40 mètres de longueur. Près du transept, du côté évangile, était l’unique clocher.
D’après l’abbé Grandidier (c’est en 1775 et 1776 que l’abbé Grandidier s’occupa du prieuré de Lièpvre), mais aussi du père Louis Laguille cette église serait celle même que construisit Fulrad au VIIIe siècle. Mais cela semble peut-être trop beau. De tout temps on se laisse aller volontiers à vieillir les monuments, et pareille erreur était surtout facile au XVIIIe siècle, quand l’archéologie du Moyen Âge n’existait pas encore. Cette église et tout le prieuré durent souffrir du passage des Armagnacs et du soulèvement des Rustauds.

### Disparition complète du prieuré de Lièpvre
Les restes du couvent de Lièpvre furent démolis en 1751, et le matériel utilisé pour la construction de l’église paroissiale de Rombach-le-Franc et l’église de Lièpvre.
L’ancien chœur du monastère devint une chapelle sous l’invocation de Saint-Georges jusqu’à la révolution de 1789. À Lièpvre l'adjudication des biens du chapitre Saint-Georges n'eut lieu que le 17 juin 1791. Les habitants achetèrent le terrain labourable au-dessus du Chalmont. La commune se réserva les taillis et pâturages au milieu de la pente et l'État s'empara de la forêt qui est encore aujourd'hui une forêt domaniale. La chapelle fut vendue comme propriété nationale et transformée en habitation particulière. Bientôt des bâtiments industriels remplacèrent l’ancien prieuré, de sorte qu’il ne reste plus rien de l’œuvre de Fulrad. Même le souvenir de l’illustre moine a disparu parmi la population. Il n’existe plus de culte en l’honneur du saint. Le propre du diocèse de Strasbourg n’en fait pas mention. Pendant la Révolution, en 1790, la vallée de Lièpvre fut incorporée au département du Haut-Rhin et ne dépendit plus de la Lorraine.

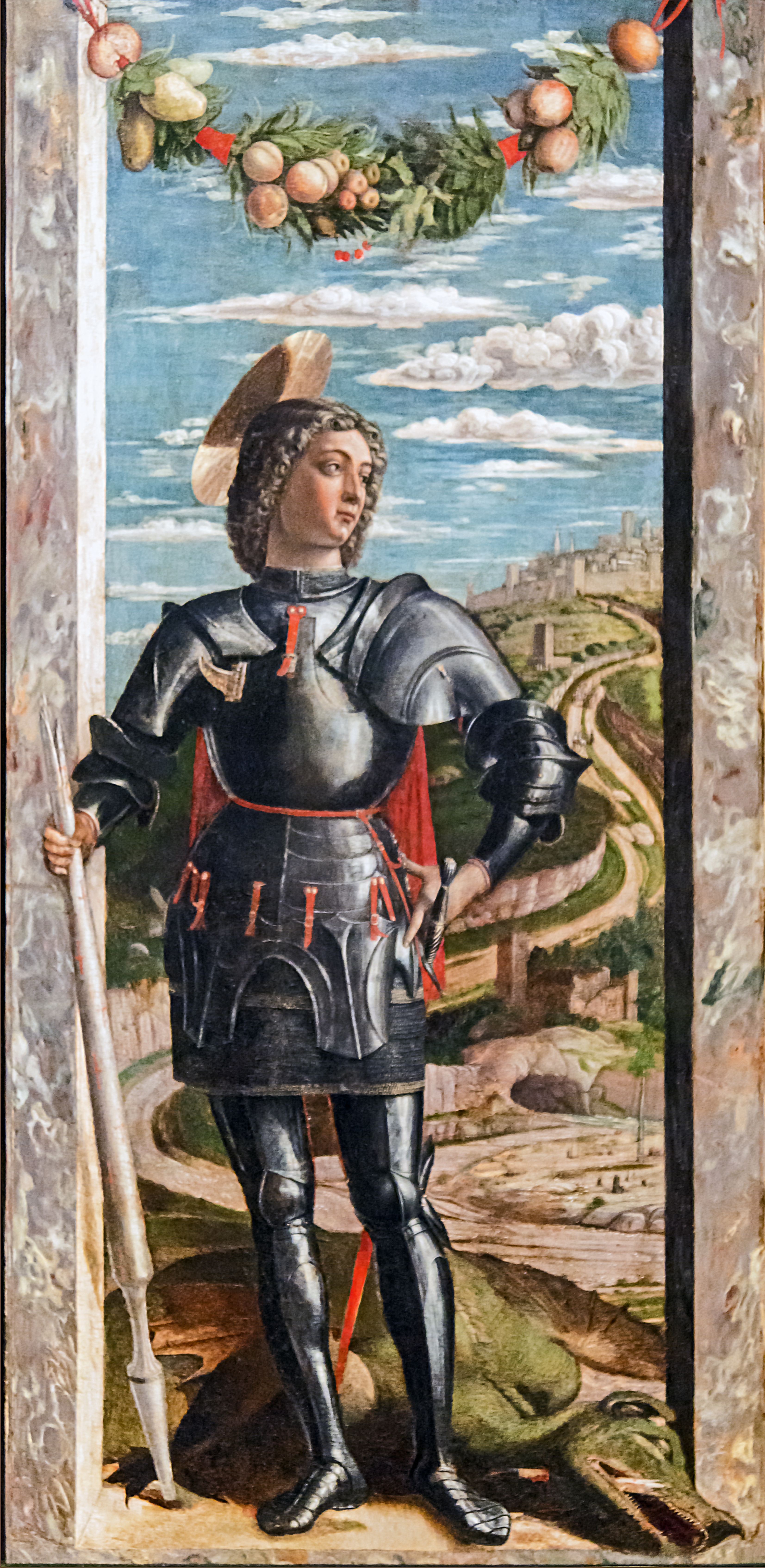
Saint Georges, le Dragon à ses pieds, par Andrea Mantegna.

Avant l’année 1790, époque où l’on supprima les couvents dans toute la France, cette chapelle fut vendue comme propriété nationale et transformée en habitation particulière ; on y voyait encore des vitraux portant les portraits de Fulrad et de Charlemagne. On y voyait aussi un tombeau sur lequel était représenté un profil de buste de femme, dont la tête était ornée d’une longue tresse de cheveux. On croyait dans la région que ce tombeau renfermait les restes d’une fille de Charlemagne, mais cette opinion ne reposait sur aucun fondement, aucune inscription ne venant étayer cette opinion largement répandue dans la population. Par contre, ce qui est prouvé, c’est que le chœur de l’église du couvent de Lièpvre renfermait les cendres des seigneurs d’Échéry qui avaient leur château au fond du vallon du Petit Rombach, sur la commune de Sainte-Croix-aux-Mines, et qui étaient les sous-voués ou fondés de pouvoir du duc de Lorraine et par conséquent protecteur des moines de Lièpvre. C’est sans doute en cette qualité qu’ils reçurent l’honneur d’être ensevelis dans le monastère de Lièpvre. Le fait est largement prouvé car on a retrouvé sur la pierre tumulaire qui recouvrait ces tombes très bien conservées l’inscription en style gothique « Hie Ligent die von Echeric und ruwent in gottes frieden » (Ici sont enterrés ceux d’Echéry, qu’ils reposent en paix). Cette pierre a été enlevée de la chapelle en 1790 et placée comme table d’autel dans l’église paroissiale de Lièpvre. Elle fut déplacée en 1842, lorsqu’on changea les autels de cette église elle a été déplacée dans le cimetière de Lièpvre puis transférée en septembre 1998 à l'intérieur de l'église.
En 1816, le terrain sur lequel était bâtie la prieurale de Lièpvre fut acquis par les Rissler, qui y installèrent une fabrique de tissus, puis il passa à la famille Dietsch en 1844 et en 1959 aux cuisines Schmidt situées aujourd’hui avenue Clemenceau. Au siècle dernier des sculptures romanes de l’ancien prieuré étaient encore conservées dans l’enclos de l’usine.
À côté de l’église se trouve une chapelle romane de la fin du XIe siècle (ossuaire ?), mais transformée au XVIIe siècle avec fenêtres jumelées, colonnes et port en plein cintre. Grande pierre tombale des seigneurs d’Echery du XIVe siècle.
D’après les morceaux trouvés lors des fouilles du XIXe siècle, on retira des décombres des morceaux d’albite, ce qui prouve que le monastère recelait et était décoré de nombreux fragments de marbre et de porphyre. On sait que cette pierre provient de l’époque romaine, que les romains employaient et appréciaient particulièrement. La découverte de ces murs prouve qu’une partie des bâtiments du couvent s’étendait entre l’église et la grande route à la sortie de Lièpvre. Des squelettes trouvés dans la partie supérieure indiquent encore que le cimetière des moines était au couchant. Lors de ces fouilles faites en 1850, il n’a été découvert aucun pavé, aucune pierre taillée ou sculptée. Une seule pièce de monnaie en argent, à l’effigie d’Antoine, duc de Lorraine, a été retirée des déblais. Cependant on a découvert des tuiles de tout genre et de nombreux fragments de porphyres verts et rouges, des ossements humains ont été exhumés. En plusieurs endroits, la terre était calcinée. De cette terre on a retiré des scories de fer, de cuivre et du charbon. Quoique ces découvertes n’établissent par de façon formelle l’emplacement de l’abbaye, elles prouvent cependant que les bâtiments avaient une importance assez considérable.
On voit encore aujourd'hui cinq anciennes bornes entre les différents taillis de la commune. La plupart ont disparu, mais il en reste quatre après le ruisseau de la Vaurière, entre Rombach-le-Franc et Lièpvre et une autre au Kast avec le numéro 31. Elles sont numérotées et portent les initiales du chapitre de Saint-Georges de Nancy qui a succédé au prieuré bénédictin de Lièpvre dès 1512, à savoir une crosse d'évêque avec deux lettres S.G. (Saint-Georges). Ce sont pratiquement les derniers vestiges de l'ancienne donation de Charlemagne.
C'est en 1512 que le Chapitre de Saint-Georges entra en possession du prieuré de Lièpvre et de ses droits et pouvoirs. Jusqu'à cette date, les religieux de l'ordre de Saint-Benoît desservaient les paroisses du Val de Lièpvre. En 1536 nous trouvons un nommé Blaiser, curé-chapelain à Lièpvre, puis Jean Humbert, curé au Val de Lièpvre et résidant à Sainte-Croix. Lièpvre et Sainte-Croix sont les plus anciennes paroisses du Val. Firmin curé à Lièpvre et un autre document de 1661 parle de "Confrairie de Saint-Sébastien". C'est au cours de la prêtrise du curé Morel que fut établi "l'Estat des Rentes", censes et héritages appartenant à la consorce de l'église paroissiale de Lièpvre. Le successeur de Jean Morel desservit la paroisse jusqu'en 1719. Après Jean Cucufat Henry, nous trouvons :
- François Louis Ferry (1719-1723) ;
- Paul Joseph Pot d'Argent (1723-1732) ;
- B. Collin (1732-1734) ;
- Jean Deviot (1734-1744).

En 1744, Joly de Morey devint Recteur de la paroisse de Lièpvre et Rombach-le-Franc. C'est lui notamment qui se chargea d'achever le procès concernant la répartition de la dîme, intenté au Chapitre de Saint-Georges à Nancy. Il contraignit par tous les moyens juridiques l'église primatiale à rebâtir l'église paroissiale de Lièpvre, et aux usurpateurs des biens de l'église à restituer tout ce qu'ils avaient détenu injustement. Grâce à son énergie et ses démarches multiples, le recteur Joly de Morey obtint en 1748 un jugement favorable qui mit fin aux nombreux procès. L'arrangement des dîmes fut conclu par sentence du duc de Lorraine.

## Prieurs, administrateurs et gouverneurs du monastère de Lièpvre
L'abbé Grandidier a dressé une liste des prieurs de Lièpvre, liste au demeurant fort incomplète, puisque de la fin du VIIIe siècle au début du XVIe siècle, elle ne compte que onze noms. Nous en avons rajoutés d'autres puisés dans d'autres documents. Dans les premiers temps du prieuré, on est renseigné par un témoin résidant à l'Allemand Rombach (Rombach-le-Franc) qui dépose en 1519 dans une enquête au sujet d'un bois de l'Allemand Rombach (Rombach-le-Franc) et dont le procès est aux Archives de Meurthe-et-Moselle. Ce témoin énumère une liste de prieurs qu'il a connus depuis Nicolas Barre jusqu'à Jean Baccarat qui sont des moines bénédictins, et le suivant, Jean d'Ainvau un prêtre séculaire.
- Fulrad : Né en 710, Abbé de l'abbaye de Saint-Denis, de Lièpvre et de Saint-Hippolyte
- Baudouin : Prieur de Lièpvre puis administre l'abattiat du très puissant monastère de Bury St Edmunds (Angleterre) à partir de 1065. Il meurt en 1098[42].
- Manassès : 1078
- Bernoldi : mentionné dans une charte du XIIe siècle (AN L 1396) et Revue d'Alsace, 1859, p. 21
- Philippe : prieur de Lièpvre entre 1133 et 1142 - Tardif : carton des rois, p. 251 et Revue d'Alsace 1859, p. 21
- Jourdan (1176) : Mentionné dans une pièce qui se trouve aux Archives Nationales (L 847,pièce no 5. Il passe un contrat d'échange avec Burchard, Schultheiss de Haguenau.
- Eudes de Franconville : installe un vitrail à l'église de Lièpvre représentant Charlemagne. Il est enterré à Saint-Denis au XIVe siècle (?) d'après Michel Félibien[43]
- Robert : mentionné dans un document qui se trouve aux Archives Nationales, L 847, pièce no 9 datée d'avril 1370 - et aussi dans les Correspondances de Grandidier, IX, p. 21
- Jean 1378 - Obtint le droit de bourgeoisie dans la ville de Strasbourg
- Jean Martin - Sans doute le même que le précédent - cité en 1380 - AMM G 393
- Michel de Germonville Cité en 1383
- Mathieu Cabu, frère Mathieu, 1404 ADMM G 393
- Jacob de Shononia, Shonhonnia, Shoenhoves ou Schönhoffen 1414 - AMM 9 52, no 2 - Nicolas Hardeman, notaire impérial délivra à Jacques, prieur de Lièpvre une copie du diplôme de Charles IV le 10 février 1435, d'après une copie vidimée délivrée le 6 octobre 1414 par Burchard de Rathsamhausen de Kunigesheim (Kintzheim) - Histoire de l'Église de Strasbourg, t.1, p. 109 et Rappolstein Urkundenbuch, t.IV, p. 590
- Jacques de Saint-Thomas - Peut-être le même que précédemment. Notes de Mabillon dans le recueil intitulé Anecdota Alsatica, Bibliothèque Nationale, fonds latin, 11.902, f.178 et 180 et Archives de Meurthe et Moselle G 393 et 400
- Mathieu de Herleville - Cité en 1441, 1446 - AMM G 393, 400
- Nicolas Barre, Cité en 1446, 1450, 1468 - AMM G 396, 401 et témoin de 1519
- Antoine Rapp 1469, 1471 - Albrecht : Rappoltsteinischen Urkundenbuch, t.IV, p. 503 et T.V p. 416 & AMM G 397 et témoin de 1519
- Joffried Jean : mis à la place d'un bâtard d'Oswald de Thierstein, chassé du prieuré par Louis de Hagueneck en 1446 - AMMM G 400, no 2

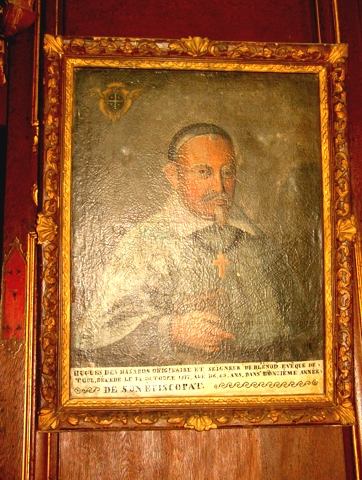
Portrait de Hugues des Hazards.

- Warner de Moyenmoutier témoin de 1519
- Jean Jeoffroy de Lussenet Ibid
- Ferteru de Schlestadt Ibid
- Denis François Ibid
- Jacques de Ribeauvillé Ibid
- Denis François Ibid
- Jacques de Ribeauvillé Ibid
- Jean de Liège Ibid
- Jean de Baccarat, 1500 (En latin : Johanes de Bacareto) - Albrecht, Ibid, t.V, p. 545 - Abbé de Honcourt, administrateur du prieuré cité vers 1504 et conseiller du duc de Lorraine à partir du 26 mars 1504 (AMM B 9, f°175 v° : Lettres patentes du duc René II (1473-1508). Décédé le 18 décembre 1511 et enterré à l'abbaye de Honcourt le 15 des Calendes du mois de janvier en l'an 1511.
- Warin de Dommartin évêque de Verdun, prieur commendataire au XVIe siècle - Revue d'Alsace, 1859, p. 663 - de 100-1508
- Hugues des Hazards, évêque de Toul
- Jean de Wikram
- Jean d'Aivau
- Gascar François: Prêtre gouverneur en 1552
- Masson Pierre: gouverneur et procureur nommé par la Collégiale Saint-Georges de Nancy en 1569
- Thavey Jean: Gouverneur et admodiateur venu d'Epinal jusqu'à 1595
- Cublaire Melchior Admodiateur et fondé de pouvoir de Thavey - 1596-1607